# 埃杰克
埃杰克（匈牙利語：Egyek）是匈牙利东部豪伊杜-比豪爾州的一个村。

## 地理
面积约104.79平方（10,479公頃），2011年人口5052。

## 人口
| 埃杰克                 |
|                        |
| 来源：匈牙利中央统计局 |

## 友好城市
- 波德拉謝地區拉曾